# Splash!!! ~Haruka Naru Jishu Seisaku Best~
Splash!!! ~Haruka Naru Jishu Seisaku Best~ (SPLASH!!!〜遥かなる自主制作BEST〜?) è l'album discografico di debutto del gruppo musicale giapponese j-pop Flow, pubblicato il 21 maggio 2003 dalla Ki/oon Records.

## Tracce
1. SUNSHINE 60
2. Everything all right
3. Melos (メロス)
4. Hibi Hibi Michi Michi (日々道々)
5. Umi e Ikou (海へ行こう)
6. Go Places
7. Planet Walk (プラネットウォーク)
8. Sunny Side Circuit (サニーサイドサーキット)
9. Like a Rolling Snow
10. Boku ni Sasageru Ballad (僕に捧げるバラード)
11. Who Needs Baby
12. Okuru Kotoba (album version) (贈る言葉)